# Xã Myatt, Quận Howell, Missouri
Xã Myatt (tiếng Anh: Myatt Township) là một xã thuộc quận Howell, tiểu bang Missouri, Hoa Kỳ. Năm 2010, dân số của xã này là 655 người.